# Critérium des Jeunes
Critérium des Jeunes är ett årligt travlopp för treåriga franskfödda varmblod som körs på Vincennesbanan i Paris i Frankrike i februari. Det är ett Grupp 1-lopp, det vill säga ett lopp av högsta internationella klass. Det är det första av de två franska treåringskriterieloppen. I slutet av treåringssäsongen går det andra och ännu mer prestigefyllda Critérium des 3 ans av stapeln. Loppet körs över distansen 2700 meter och förstapris är 90 000 euro.

## Vinnare
| År   | Häst               | Kusk                | Tränare                 | Tid    |
| ---- | ------------------ | ------------------- | ----------------------- | ------ |
| 2025 | Maitre Jacques     | Alexandre Abrivard  | Laurent-Claude Abrivard | 1'14'1 |
| 2024 | La Joyeuse Wicz    | Gwenn Junod         | Louis Baudron           | 1'13'9 |
| 2023 | Koctel du Dain     | David Thomain       | Philippe Allaire        | 1'12'9 |
| 2022 | Just A Gigolo      | Franck Nivard       | Philippe Allaire        | 1'14'5 |
| 2021 | In the Money       | Thierry Duvaldestin | Thierry Duvaldestin     | 1.13,4 |
| 2020 | Havana d'Aurcy     | Jean-Michel Bazire  | Jean-Michel Bazire      | 1.14,9 |
| 2019 | Green Grass        | Gabriele Gelormini  | Sébastien Guarato       | 1.14,3 |
| 2018 | Folelli            | Alexandre Abrivard  | Frederic Prat           | 1.14,5 |
| 2017 | Écu Pierji         | Mathieu Mottier     | Sébastien Guarato       | 1.14,5 |
| 2016 | Django Riff        | Yoann Lebourgeois   | Philippe Allaire        | 1.14,5 |
| 2015 | Coquin Bébé        | Jean-Michel Bazire  | Franck Leblanc          | 1.14,7 |
| 2014 | Billie de Montfort | Éric Raffin         | Sébastien Guarato       | 1.14,4 |
| 2013 | Avila              | Thierry Duvaldestin | Thierry Duvaldestin     | 1.14,8 |
| 2012 | Vanika du Ruel     | Franck Anne         | Franck Anne             | 1.13,6 |
| 2011 | Uaukir             | Franck Nivard       | Thierry Duvaldestin     | 1.14,2 |
| 2010 | The Best Madrik    | Jean Etienne Dubois | Jean Etienne Dubois     | 1.16,2 |
| 2009 | Sanawa             | Bernard Piton       | Philippe Allaire        | 1.15,1 |
| 2008 | Ready Cash         | Bernard Piton       | Philippe Allaire        | 1.15,1 |
| 2007 | Qualita Bourbon    | Jean-Pierre Dubois  | Jean-Pierre Dubois      | 1.16,1 |
| 2006 | Pearl Queen        | Thierry Duvaldestin | Thierry Duvaldestin     | 1.15,6 |
| 2005 | Ojipey Vinoir      | Michel Lenoir       | Jacques Bruneau         | 1.16,7 |
| 2004 | Nelson de Vandel   | Franck Nivard       | Philippe Allaire        | 1.15,1 |
| 2003 | Mahana             | Jean-Pierre Dubois  | Jean-Pierre Dubois      | 1.16,0 |
| 2002 | Look de Star       | Dominiek Locqueneux | Pierre Allaire          | 1.17,1 |
| 2001 | Kinder Jet         | Jean Etienne Dubois | Jean Etienne Dubois     | 1.16,9 |
| 2000 | Juliano Star       | Jean-Pierre Dubois  | Jean-Pierre Dubois      | 1.16,8 |